# Bera-Barssaou
Pour les articles homonymes, voir Bera (homonymie).
Bera-Barssaou est un village de la commune de Nganha située dans la Région de l'Adamaoua et le département de la Vina au Cameroun.

## Population
En 1967, Bera-Barssaou comptait 100 habitants, principalement des Mboum. Cependant, lors du recensement de 2005, on y a dénombré 251 habitants dont 134 de sexe masculin et 117 de sexe féminin, tandis que les diagnostics du Plan communal de développement (PCD) de la commune de Nganha, réalisé en 2013, ont permis de recenser 323 personnes dont 172 de sexe masculin et 151 de sexe féminin.

## Climat
Nganha bénéficie d'un climat tropical avec une température moyenne de 23,62 °C. Le mois de mars est le plus chaud de l'année avec une température moyenne de 24,6 °C tandis que janvier est le mois le plus froid avec une température moyenne de 21,5°. Cependant, cette température peut diminuer jusqu'à atteindre 12,8 °C en décembre, comme elle peut s'élever à 31,5° en février.
Concernant les précipitations, on note une variation de 291 mm tout au long de l'année entre 221 mm en août et 0 mm en décembre.

## Projets sociaux et économiques
Le Plan Communal de Développement de Ngan-Ha, élaboré en 2013 et validé par le Conseil Municipal Elargi aux Sectoriels (COMES), a proposé plusieurs projets productifs, sociaux, transversaux, et infrastructurels. Ces derniers visent l'amélioration des conditions de la commune. Ils concernent ainsi tous les villages et notamment Bera-Barssaou.

### Projets sociaux
Il y avait cinq projets prioritaires, dont le coût estimatif total de 22 300 000 Francs CFA. Quatre parmi ces projets se focalisaient sur l'éducation et la formation (la construction d’un bloc de deux salles de classe, la construction d'un bloc de latrines, l'équipement de 60 table-bancs et L'étude en vue de la construction des logements d’astreint à l'EP de Bera Mbarsao). On a aussi pensé à élaborer un plan d'occupation des sols.

### Projets économiques
Le PCD de la commune de Nganha a mis en place trois projets. Le premier concernait la construction d’un magasin de stockage communal (ce qui devrait coûter 25 000 000 Francs CFA), le deuxième proposait l'étude en vue de la construction d’un ponceau à Mayo Dadi, dont le coût estimatif total de 500 000 Francs CFA, et le troisième (1 500 000 Francs CFA), impliquait l'étude de faisabilité pour l'électrification rurale.